# Greatest Hits
Greatest Hits是北美索尼PlayStation、PlayStation 2、PlayStation 3、PlayStation 4和PlayStation Portable游戏机上，官方以低价再版的电子游戏。“Greatest Hits”一词仅用于北美地区（但亚洲存在Greatest Hits标签的PlayStation 4游戏），在日本和亚洲（称为“The Best”）、PAL区（称为“Essentials”）、巴西（称为“Favoritos”）和韩国（称为“BigHit Series”）也有相同的项目。
Greatest Hits作品俗称“红标签”（PlayStation作品称为“绿标签”），以此区别常规发行的包装（类似的被称为“黑标签”）。游戏发行超过一定时间，且达到一定销量就可以成为Greatest Hits作品。

## 历史
索尼在1997年为PlayStation引入此机制时，游戏达到15万销量且至少上市一年就可成为Greatest Hits作品。最低销量最终涨到25万。当机制2002年用于PlayStation 2时，最低销量上涨到40萬，且上市至少9个月。Greatest Hits作品的建议零售价最初为24.99美金，但现在通常售价是19.99美金。虽然索尼发行的游戏事实上在达到销量和发售时间后，最终会成为Greatest Hits作品，但其他公司发行的即使达到标准也不需要以Greatest Hits标签发行。此外索尼还允许其他发行商弹性为自己的Greatest Hits作品定价，但大多数公司会遵守商定的建议零售价。为最大化利润，数百万销量的游戏成为Greatest Hits作品的时间远超9个月。常见的做法是，游戏以Greatest Hits标签再版时，通常很贴近其续作发行的时间。
2006年，索尼将Greatest Hits机制扩展到PlayStation Portable。游戏销量突破25万且发售超过9个月方能获得资格。PlayStation Portable游戏的Greatest Hits售价通常19.99美元起。
2008年6月28日，PlayStation 3开始引入此机制。Greatest Hits标准为上市10个月且销量至少50万。PlayStation 3 Greatest Hits作品现售价29.99美元。

## 官方Greatest Hits作品

### PlayStation
以下是以Greatest Hits标签发行的PlayStation作品：
- 007: Tomorrow Never Dies（英语：007: Tomorrow Never Dies）
- 007: The World is not Enough
- 1 Xtreme
- 2Xtreme（英语：2Xtreme）
- A Bug's Life（英语：A Bug's Life (video game)）
- Air Combat
- Activision Classics（英语：Activision Classics）
- Alien Trilogy（英语：Alien Trilogy）
- Andretti Racing（英语：Andretti Racing）
- 捉猴啦
- Army Men 3D（英语：Army Men (series)）
- Army Men: Air Attack（英语：Army Men (series)）
- 爆破彗星
- Battle Arena Toshinden（英语：Battle Arena Toshinden）
- Casper（英语：Casper (video game)）
- 惡魔城X 月下夜想曲
- 穿越时空
- Cool Boarders 2（英语：Cool Boarders 2）
- Cool Boarders 3（英语：Cool Boarders 3）
- Cool Boarders 4（英语：Cool Boarders 4）
- Crash Bandicoot
- Crash Bandicoot 2: Cortex Strikes Back
- Crash Bandicoot 3: Warped
- Crash Team Racing
- Crash Bash（英语：Crash Bash）
- Croc: Legend of the Gobbos（英语：Croc: Legend of the Gobbos）
- 暗黑破坏神
- 暗黑破壞神：地獄火
- Dance Dance Revolution Konamix（英语：Dance Dance Revolution Konamix）
- Dave Mirra Freestyle BMX（英语：Dave Mirra Freestyle BMX）
- Destruction Derby（英语：Destruction Derby）
- Destruction Derby 2（英语：Destruction Derby 2）
- Die Hard Trilogy（英语：Die Hard Trilogy）
- Die Hard Trilogy 2: Viva Las Vegas（英语：Die Hard Trilogy 2: Viva Las Vegas）
- Digimon Digital Card Battle（英语：Digimon Digital Card Battle）
- Digimon World
- Digimon World 2（英语：Digimon World 2）
- Digimon World 3（英语：Digimon World 3）
- Digimon Rumble Arena（英语：Digimon Rumble Arena）
- 恐龍危機
- Disney/Pixar's Monsters, Inc. Scream Team（英语：Monsters, Inc. Scream Team）
- 泰山
- 七龙珠系列
- Driver（英语：Driver: You Are the Wheelman）
- Driver 2（英语：Driver 2）
- Doom（英语：Versions and ports of Doom#PlayStation and Sega Saturn）
- Duke Nukem: Time to Kill（英语：Duke Nukem: Time to Kill）
- The Dukes of Hazzard: Racing for Home（英语：The Dukes of Hazzard: Racing for Home）
- 格斗力量
- 最终幻想VII
- 最终幻想VIII
- 最终幻想IX
- 最终幻想系列游戏列表
- 最终幻想编年史
- 最终幻想 起源
- 最终幻想战略版
- Formula 1（英语：Formula 1 (video game)）
- Frogger（英语：Frogger (1997 video game)）
- Frogger 2: Swampy's Revenge（英语：Frogger 2: Swampy's Revenge）
- Gran Turismo
- Gran Turismo 2
- Grand Theft Auto
- 俠盜獵車手II
- 哈利·波特与魔法石
- Hot Wheels Turbo Racing（英语：Hot Wheels Turbo Racing）
- Jeremy McGrath SuperCross '98（英语：Jeremy McGrath SuperCross '98）
- Jet Moto（英语：Jet Moto）
- Jet Moto 2（英语：Jet Moto 2）
- The Legend of Dragoon（英语：The Legend of Dragoon）
- 凯恩的遗产：勾魂使者
- Loaded（英语：Loaded (video game)）
- The Lost World: Jurassic Park - Special Edition（英语：The Lost World: Jurassic Park (console game)）
- Madden NFL 98（英语：Madden NFL 98）
- Mat Hoffman's Pro BMX（英语：Mat Hoffman's Pro BMX）
- 荣誉勋章
- Medal of Honor: Underground（英语：Medal of Honor: Underground）
- 洛克人8 金屬英雄們
- 洛克人X4
- 洛克人DASH系列
- 潛龍諜影
- Monopoly（英语：Monopoly (video game)）
- 哈利·波特与阿兹卡班囚徒
- Mortal Kombat 4'
- Mortal Kombat Mythologies: Sub-Zero（英语：Mortal Kombat Mythologies: Sub-Zero）'
- Mortal Kombat Trilogy（英语：Mortal Kombat Trilogy）
- Music 2000（英语：Music 2000）
- MX vs. ATV: Untamed（英语：MX vs. ATV: Untamed）
- Namco Museum Volume 1（英语：Namco Museum#Namco Museum Volume 1）
- Namco Museum Volume 3（英语：Namco Museum#Namco Museum Volume 3）
- NASCAR 98（英语：NASCAR 98）
- NASCAR 99（英语：NASCAR 99）
- The Need for Speed
- Need for Speed II
- 极品飞车III：闪电追踪
- 极品飞车：孤注一掷
- 越野英雄
- NFL Blitz（英语：NFL Blitz）
- NFL GameDay（英语：NFL GameDay）
- NFL GameDay 97（英语：NFL GameDay 97）
- NFL GameDay 98（英语：NFL GameDay 98）
- NHL FaceOff（英语：NHL FaceOff）
- NHL FaceOff '97（英语：NHL FaceOff '97）
- NHL FaceOff '98（英语：NHL FaceOff '98）
- NHL 98
- Nuclear Strike（英语：Nuclear Strike）
- Oddworld: Abe's Oddysee
- Pac-Man World（英语：Pac-Man World）
- 寄生前夜
- 雷神之锤II
- Rampage 2: Universal Tour（英语：Rampage 2: Universal Tour）
- Rampage World Tour（英语：Rampage World Tour）
- Rayman
- Rayman 2
- Ready 2 Rumble Boxing（英语：Ready 2 Rumble Boxing）
- Reel Fishing
- 生化危机（Dual Shock振动版）
- 生化危機2（Dual Shock振动版）
- 生化危機3
- Ridge Racer
- 暴力摩托系列
- Road Rash 3D（英语：Road Rash 3D）
- Rocket Power: Team Rocket Rescue（英语：Rocket Power: Team Rocket Rescue）
- Rugrats: Search for Reptar（英语：Rugrats: Search for Reptar）
- Scooby-Doo and the Cyber Chase（英语：Scooby-Doo and the Cyber Chase）
- Small Soldiers（英语：Small Soldiers (video game)）
- 寂静岭
- 模擬城市2000
- Sled Storm（英语：Sled Storm）
- Soul Blade
- South Park（英语：South Park (video game)）
- South Park Rally（英语：South Park Rally）
- Soviet Strike（英语：Soviet Strike）
- 空中大灌籃
- Spider-Man（英语：Spider-Man (2000 video game)）
- Spider-Man 2: Enter Electro（英语：Spider-Man 2: Enter Electro）
- SpongeBob SquarePants: SuperSponge（英语：SpongeBob SquarePants: SuperSponge）
- Spyro the Dragon
- Spyro 2: Ripto's Rage!
- Spyro: Year of the Dragon
- Star Wars: Dark Forces（英语：Star Wars: Dark Forces）
- Star Wars Episode I: Jedi Power Battles（英语：Star Wars Episode I: Jedi Power Battles）
- Star Wars Episode I: The Phantom Menace（英语：Star Wars Episode I: The Phantom Menace (video game)）
- Star Wars Rebel Assault II: The Hidden Empire（英语：Rebel Assault II）
- Street Fighter Alpha 3
- Stuart Little 2（英语：Stuart Little 2 (video game)）
- Syphon Filter（英语：Syphon Filter）
- Syphon Filter 2（英语：Syphon Filter 2）
- Syphon Filter 3
- Tekken
- Tekken 2
- Tekken 3
- Ten Pin Alley（英语：Ten Pin Alley）
- Tenchu: Stealth Assassins（英语：Tenchu: Stealth Assassins）
- Tenchu 2: Birth of the Stealth Assassins（英语：Tenchu 2: Birth of the Stealth Assassins）
- Test Drive
- Test Drive 2（英语：Test Drive 2）
- Test Drive 3（英语：Test Drive 3）
- Test Drive 4（英语：Test Drive 4）
- Test Drive 5（英语：Test Drive 5）
- Test Drive Off-Road（英语：Test Drive Off-Road）
- Tetris Plus（英语：Tetris Plus）
- TNN Motorsports Hardcore 4x4（英语：TNN Motorsports Hardcore 4x4）
- Tom Clancy's Rainbow Six（英语：Tom Clancy's Rainbow Six (video game)）
- 古墓奇兵
- 古墓丽影II
- Tomb Raider III
- Tomb Raider: The Last Revelation
- Tony Hawk's Pro Skater
- Tony Hawk's Pro Skater 2
- Tony Hawk's Pro Skater 3
- Tony Hawk's Pro Skater 4
- Triple Play 98（英语：Triple Play 98）
- Triple Play 2001（英语：Triple Play 2001）
- Twisted Metal（英语：Twisted Metal）
- Twisted Metal 2（英语：Twisted Metal 2）
- Twisted Metal III（英语：Twisted Metal III）
- Twisted Metal 4（英语：Twisted Metal 4）
- 放浪冒险谭
- Vigilante 8（英语：Vigilante 8）
- Vigilante 8: Second Offense（英语：Vigilante 8: Second Offense）
- Warhawk（英语：Warhawk (PlayStation game)）
- WCW Nitro（英语：WCW Nitro (video game)）
- WCW vs. the World（英语：WCW vs. the World）
- Wheel of Fortune（英语：Wheel of Fortune (video game)）
- Who Wants to Be a Millionaire: 2nd Edition（英语：Who Wants to Be a Millionaire: 2nd Edition）
- Wipeout
- WWF WrestleMania: The Arcade Game（英语：WWF WrestleMania: The Arcade Game）
- WWF SmackDown!（英语：WWF SmackDown! (video game)）
- WWF SmackDown! 2: Know Your Role（英语：WWF SmackDown! 2: Know Your Role）
- WWF War Zone（英语：WWF War Zone）
- X-Men: Mutant Academy（英语：X-Men: Mutant Academy）
- 異域神兵
- Yu-Gi-Oh Forbidden Memories（英语：Yu-Gi-Oh! Forbidden Memories）

### PlayStation 2
以下是以Greatest Hits标签发行的PlayStation 2作品：
- Ace Combat 04: Shattered Skies
- Ace Combat 5: The Unsung War
- ATV Offroad Fury（英语：ATV Offroad Fury）
- ATV Offroad Fury 2（英语：ATV Offroad Fury 2）
- ATV Offroad Fury 3（英语：ATV Offroad Fury 3）
- ATV Offroad Fury 4（英语：ATV Offroad Fury 4）
- Avatar: The Last Airbender（英语：Avatar: The Last Airbender (video game)）
- Baldur's Gate: Dark Alliance（英语：Baldur's Gate: Dark Alliance）
- 蝙蝠侠：侠影之谜
- 戰地風雲2：現代戰爭
- Ben 10: Alien Force（英语：Ben 10: Alien Force (video game)）
- Ben 10: Protector of Earth（英语：Ben 10: Protector of Earth）
- Beyond Good & Evil
- Black（英语：Black (video game)）
- Blitz: The League（英语：Blitz: The League）
- Blood Omen 2（英语：Blood Omen 2）
- Brothers in Arms: Earned in Blood（英语：Brothers in Arms: Earned in Blood）
- Brothers in Arms: Road to Hill 30（英语：Brothers in Arms: Road to Hill 30）
- Bully
- Burnout 3: Takedown（英语：Burnout 3: Takedown）
- Burnout Revenge（英语：Burnout Revenge）
- Cabela's Big Game Hunter（英语：Cabela's Big Game Hunter (2007 video game)）
- Cabela's Dangerous Hunts（英语：Cabela's Dangerous Hunts）
- Cabela's Deer Hunt: 2004 Season（英语：Cabela's Deer Hunt: 2004 Season）
- Call of Duty: Finest Hour（英语：Call of Duty: Finest Hour）
- Call of Duty 2: Big Red One（英语：Call of Duty 2: Big Red One）
- Call of Duty 3 Special Edition（英语：Call of Duty 3 Special Edition）
- Call of Duty: World at War – Final Fronts（英语：Call of Duty: World at War – Final Fronts）
- Cars
- Champions of Norrath（英语：Champions of Norrath）
- The Chronicles of Narnia: The Lion, the Witch and the Wardrobe（英语：The Chronicles of Narnia: The Lion, the Witch and the Wardrobe (video game)）
- Conflict: Desert Storm（英语：Conflict: Desert Storm）
- Crash Bandicoot: The Wrath of Cortex
- Crash Nitro Kart（英语：Crash Nitro Kart）
- Crash Twinsanity（英语：Crash Twinsanity）
- Crazy Taxi
- Dance Dance Revolution Extreme（英语：Dance Dance Revolution Extreme (2004 video game)）
- 暗云
- Dave Mirra Freestyle BMX 2（英语：Dave Mirra Freestyle BMX 2）
- DDRMAX2 Dance Dance Revolution（英语：DDRMAX2 Dance Dance Revolution）
- Dead to Rights（英语：Dead to Rights）
- Def Jam: Fight for NY（英语：Def Jam: Fight for NY）
- Def Jam Vendetta（英语：Def Jam Vendetta）
- Destroy All Humans!
- Destroy All Humans! 2（英语：Destroy All Humans! 2）
- Devil May Cry
- 惡魔獵人2
- 惡魔獵人3：但丁的觉醒特别版
- 地獄犬的輓歌 -最終幻想VII-
- 魔界戰記
- Driv3r（英语：Driv3r）
- Dragon Ball Z: Budokai（英语：Dragon Ball Z: Budokai）
- Dragon Ball Z: Budokai 2（英语：Dragon Ball Z: Budokai）
- Dragon Ball Z: Budokai 3（英语：Dragon Ball Z: Budokai）
- Dragon Ball Z: Budokai Tenkaichi（英语：Dragon Ball Z: Budokai Tenkaichi）
- Dragon Ball Z: Budokai Tenkaichi 2（英语：Dragon Ball Z: Budokai Tenkaichi）
- Dragon Ball Z: Budokai Tenkaichi 3（英语：Dragon Ball Z: Budokai Tenkaichi）
- 勇者斗恶龙VIII 天空、碧海、大地与被诅咒的公主
- 真·三國無雙3
- 真·三國無雙3 帝王傳
- Enter the Matrix（英语：Enter the Matrix）
- Fantastic 4（英语：Fantastic Four (2005 video game)）
- Fight Night 2004（英语：Fight Night 2004）
- Fight Night Round 2（英语：Fight Night Round 2）
- Fight Night Round 3（英语：Fight Night Round 3）
- 最终幻想X
- 最终幻想X-2
- 最终幻想XII
- Finding Nemo（英语：Finding Nemo (video game)）
- Freekstyle（英语：Freekstyle）
- The Getaway（英语：The Getaway (video game)）
- Ghost Rider（英语：Ghost Rider (video game)）
- 戰神
- 戰神II
- 教父
- GoldenEye: Rogue Agent（英语：GoldenEye: Rogue Agent）
- Gran Turismo 3: A-spec
- GT赛车4
- 俠盜獵車手III
- 俠盜獵車手：聖安地列斯
- 俠盜獵車手：罪惡城市
- Guitar Hero
- Guitar Hero II
- Guitar Hero Encore: Rocks the 80s（英语：Guitar Hero Encore: Rocks the 80s）
- 哈利·波特与密室
- 哈利·波特与阿兹卡班囚徒
- 哈利·波特与火焰杯
- 哈利波特：魁地奇世界盃
- High School Musical 3: Senior Year Dance（英语：High School Musical 3: Senior Year Dance）
- 杀手：血钱
- 刺客任務：密約浮影
- 杀手2：沉默刺客
- Hot Shots Golf 3
- Hot Shots Golf Fore!
- Hulk（英语：Hulk (video game)）
- The Incredible Hulk: Ultimate Destruction（英语：The Incredible Hulk: Ultimate Destruction）
- The Incredibles
- Iron Man
- Jak and Daxter: The Precursor Legacy（英语：Jak and Daxter: The Precursor Legacy）
- Jak II（英语：Jak II）
- Jak 3（英语：Jak 3）
- Jak X: Combat Racing（英语：Jak X: Combat Racing）
- James Bond 007: Agent Under Fire（英语：James Bond 007: Agent Under Fire）
- James Bond 007: Everything or Nothing（英语：James Bond 007: Everything or Nothing）
- James Bond 007: Nightfire（英语：James Bond 007: Nightfire）
- Jaws Unleashed（英语：Jaws Unleashed）
- 荣耀之战
- Juiced（英语：Juiced (video game)）
- Justice League Heroes（英语：Justice League Heroes）
- Kill.switch（英语：Kill Switch (video game)）
- Killzone（英语：Killzone）
- 王國之心
- 王國之心II
- 王國之心Re 記憶之鍊
- L.A. Rush（英语：L.A. Rush）
- The Legend of Spyro: A New Beginning（英语：The Legend of Spyro: A New Beginning）
- Lego Batman: The Videogame（英语：Lego Batman: The Videogame）
- Lego Indiana Jones: The Original Adventures（英语：Lego Indiana Jones: The Original Adventures）
- Lego Star Wars: The Video Game（英语：Lego Star Wars: The Video Game）
- Lego Star Wars II: The Original Trilogy（英语：Lego Star Wars II: The Original Trilogy）
- The Lord of the Rings: The Two Towers（英语：The Lord of the Rings: The Two Towers (video game)）
- 魔戒三部曲：王者再臨
- The Lord of the Rings: The Third Age（英语：The Lord of the Rings: The Third Age）
- 马达加斯加
- Madden 12（英语：Madden 12）
- 黑手党：失落天堂
- 俠盜獵魔
- Marvel Nemesis: Rise of the Imperfects（英语：Marvel Nemesis: Rise of the Imperfects）
- Marvel: Ultimate Alliance（英语：Marvel: Ultimate Alliance）
- 英雄本色
- 江湖本色2
- Maximo: Ghosts to Glory（英语：Maximo: Ghosts to Glory）
- Maximo vs. Army of Zin（英语：Maximo vs. Army of Zin）
- 荣誉勋章：血战欧洲
- 荣誉勋章：前线
- 荣誉勋章：昇阳
- 荣誉勋章：先锋
- Mercenaries: Playground of Destruction（英语：Mercenaries: Playground of Destruction）
- 潛龍諜影2 自由之子
- Midnight Club: Street Racing（英语：Midnight Club: Street Racing）
- Midnight Club II（英语：Midnight Club II）
- Midnight Club 3: DUB Edition Remix（英语：Midnight Club 3: DUB Edition#Midnight Club 3: DUB Edition Remix）
- Monsters, Inc. Scare Island（英语：Monsters, Inc. Scare Island）
- Mortal Kombat: Armageddon（英语：Mortal Kombat: Armageddon）
- Mortal Kombat: Deadly Alliance（英语：Mortal Kombat: Deadly Alliance）
- Mortal Kombat: Deception（英语：Mortal Kombat: Deception）
- Mortal Kombat: Shaolin Monks（英语：Mortal Kombat: Shaolin Monks）
- MVP Baseball 2005（英语：MVP Baseball 2005）
- MX Unleashed（英语：MX Unleashed）
- MX vs. ATV Unleashed（英语：MX vs. ATV Unleashed）
- MX vs. ATV Untamed（英语：MX vs. ATV Untamed）
- Myst III: Exile（英语：Myst III: Exile）
- Namco Museum（英语：Namco Museum）
- Namco Museum: 50th Anniversary（英语：Namco Museum#Namco Museum: 50th Anniversary）
- 火影忍者 木葉的忍者英雄們
- 火影忍者 木葉的忍者英雄們2
- 火影忍者 木葉的忍者英雄們3
- 火影忍者 疾風傳 忍立體繪卷！最強忍界決戰！！
- NASCAR Thunder 2003（英语：NASCAR Thunder 2003）
- NASCAR Thunder 2004（英语：NASCAR Thunder 2004）
- NBA 2K2
- NBA Ballers（英语：NBA Ballers）
- NBA Street（英语：NBA Street）
- NBA Street Vol. 2（英语：NBA Street Vol. 2）
- NBA Street V3（英语：NBA Street V3）
- 極速快感：玩命山道
- 极品飞车：闪电追踪2
- 極速快感：全民公敵
- 極速快感：職業街頭
- 极品飞车：无间风云
- 极品飞车：地下狂飙
- 极品飞车：地下车会2
- NFL 2K2（英语：NFL 2K）
- NFL Street（英语：NFL Street）
- NFL Street 2（英语：NFL Street 2）
- NFL Street 3（英语：NFL Street 3）
- Nicktoons Unite!（英语：Nicktoons Unite!）
- Odin Sphere
- 大神
- Onimusha: Warlords
- 鬼武者2
- Over the Hedge（英语：Over the Hedge (video game)）
- Pac-Man World 2（英语：Pac-Man World 2）
- Pac-Man World 3（英语：Pac-Man World 3）
- Pirates of the Caribbean: The Legend of Jack Sparrow（英语：Pirates of the Caribbean: The Legend of Jack Sparrow）
- 波斯王子：时之砂
- 波斯王子：王者无双
- 波斯王子：武者之心
- Ratatouille（英语：Ratatouille (video game)）
- Ratchet & Clank（英语：Ratchet & Clank (video game)）
- Ratchet & Clank: Going Commando（英语：Ratchet & Clank: Going Commando）
- Ratchet & Clank: Up Your Arsenal
- Ratchet: Deadlocked（英语：Ratchet: Deadlocked）
- 紅色死亡左輪
- Red Faction
- 生化危機：聖女密碼
- 生化危機 逃出生天
- 生化危機4
- Scarface: The World Is Yours（英语：Scarface: The World Is Yours）
- Scooby-Doo! Night of 100 Frights（英语：Scooby-Doo! Night of 100 Frights）
- 汪達與巨像
- Shadow the Hedgehog
- Shark Tale（英语：Shark Tale (video game)）
- 女神異聞錄4*
- 女神異聞錄3*
- Shrek 2（英语：Shrek 2 (video game)）
- Shrek the Third（英语：Shrek the Third (video game)）
- 沉默之丘2
- The Simpsons Game（英语：The Simpsons Game）
- The Simpsons Hit and Run（英语：The Simpsons Hit and Run）
- The Simpsons: Road Rage（英语：The Simpsons: Road Rage）
- 模拟人生 (游戏)模拟人生
- 模拟人生2
- 模擬市民2：寵物當家
- The Sims Bustin' Out（英语：The Sims Bustin' Out）
- Sly Cooper and the Thievius Raccoonus（英语：Sly Cooper and the Thievius Raccoonus）
- Sly 2: Band of Thieves（英语：Sly 2: Band of Thieves）
- Sly 3: Honor Among Thieves（英语：Sly 3: Honor Among Thieves）
- Smackdown vs. Raw（英语：Smackdown vs. Raw）
- Smuggler's Run（英语：Smuggler's Run）
- SOCOM: U.S. Navy SEALs（英语：SOCOM: U.S. Navy SEALs）
- SOCOM II: U.S. Navy SEALs（英语：SOCOM II: U.S. Navy SEALs）
- SOCOM 3: U.S. Navy SEALs（英语：SOCOM 3: U.S. Navy SEALs）
- SOCOM: U.S. Navy SEALs Combined Assault（英语：SOCOM: U.S. Navy SEALs Combined Assault）
- Sonic Heroes（英语：Sonic Heroes）
- Sonic Mega Collection Plus（英语：Sonic Mega Collection#Sonic Mega Collection Plus）
- Sonic Riders（英语：Sonic Riders）
- Sonic Unleashed
- 劍魂II
- 剑魂III
- Soul Reaver 2（英语：Soul Reaver 2）
- Spider-Man（英语：Spider-Man (2002 video game)）
- Spider-Man 2（英语：Spider-Man 2 (video game)）
- 蜘蛛侠3
- Spider-Man: Friend or Foe（英语：Spider-Man: Friend or Foe）
- SpongeBob SquarePants: Battle for Bikini Bottom（英语：SpongeBob SquarePants: Battle for Bikini Bottom）
- SpongeBob SquarePants: Lights, Camera, Pants!（英语：SpongeBob SquarePants: Lights, Camera, Pants!）
- SpongeBob SquarePants: Creature from the Krusty Krab（英语：SpongeBob SquarePants: Creature from the Krusty Krab）
- SpongeBob SquarePants: Revenge of the Flying Dutchman（英语：SpongeBob SquarePants: Revenge of the Flying Dutchman）
- The SpongeBob SquarePants Movie（英语：The SpongeBob SquarePants Movie (video game)）
- Spy Hunter（英语：Spy Hunter (2001 video game)）
- Spyro: Enter the Dragonfly（英语：Spyro: Enter the Dragonfly）
- SSX
- SSX Tricky（英语：SSX Tricky）
- SSX 3（英语：SSX 3）
- Star Ocean: Till the End of Time（英语：Star Ocean: Till the End of Time）
- Star Wars: Battlefront（英语：Star Wars: Battlefront）
- Star Wars: Battlefront II（英语：Star Wars: Battlefront II）
- Star Wars: Bounty Hunter（英语：Star Wars: Bounty Hunter）
- Star Wars Episode III: Revenge of the Sith（英语：Star Wars Episode III: Revenge of the Sith (video game)）
- Star Wars: Starfighter（英语：Star Wars: Starfighter）
- 星際大戰：原力釋放
- State of Emergency（英语：State of Emergency (video game)）
- Street Fighter Alpha Anthology（英语：Street Fighter Alpha Anthology）
- Street Hoops（英语：Street Hoops）
- Stuntman（英语：Stuntman (video game)）
- Syphon Filter: The Omega Strain（英语：Syphon Filter: The Omega Strain）
- Tak and the Power of Juju
- Tekken Tag Tournament（英语：Tekken Tag Tournament）
- Tekken 4
- Tekken 5
- Tenchu: Wrath of Heaven（英语：Tenchu: Wrath of Heaven）
- Test Drive（英语：Test Drive (video game)）
- Thrillville（英语：Thrillville）
- TMNT（英语：TMNT (video game)）
- Tom Clancy's Ghost Recon（英语：Tom Clancy's Ghost Recon (video game)）
- Tom Clancy's Ghost Recon 2（英语：Tom Clancy's Ghost Recon 2）
- Tom Clancy's Ghost Recon: Jungle Storm（英语：Tom Clancy's Ghost Recon: Jungle Storm）
- Tom Clancy's Rainbow Six 3（英语：Tom Clancy's Rainbow Six 3: Raven Shield#Console versions）
- Tom Clancy's Splinter Cell
- 縱橫諜海：潘朵拉計劃
- 縱橫諜海：混沌理論
- 盜墓者：黑暗天使
- 古墓奇兵：不死傳奇
- Tony Hawk's American Wasteland（英语：Tony Hawk's American Wasteland）
- Tony Hawk's Pro Skater 3
- Tony Hawk's Pro Skater 4
- Tony Hawk's Project 8（英语：Tony Hawk's Project 8）
- Tony Hawk's Proving Ground（英语：Tony Hawk's Proving Ground）
- Tony Hawk's Underground（英语：Tony Hawk's Underground）
- Tony Hawk's Underground 2（英语：Tony Hawk's Underground 2）
- 摩托浪漫旅
- Transformers: The Game（英语：Transformers: The Game）
- 真實犯罪：洛城街頭
- Twisted Metal: Black（英语：Twisted Metal: Black）
- Ty the Tasmanian Tiger（英语：Ty the Tasmanian Tiger）
- The Urbz: Sims in the City（英语：The Urbz: Sims in the City）
- Ultimate Spider-Man（英语：Ultimate Spider-Man (video game)）
- 北欧女神2 希尔梅莉亚
- Virtua Fighter 4
- Virtua Fighter 4: Evolution
- The Warriors
- We Love Katamari（英语：We Love Katamari）
- World Championship Poker（英语：World Championship Poker）
- World Series of Poker（英语：World Series of Poker (video game)）
- WWE SmackDown! Here Comes the Pain（英语：WWE SmackDown! Here Comes the Pain）
- WWF SmackDown! Just Bring It（英语：WWF SmackDown! Just Bring It）
- WWE SmackDown! Shut Your Mouth（英语：WWE SmackDown! Shut Your Mouth）
- WWE SmackDown! vs. Raw（英语：WWE SmackDown! vs. Raw）
- WWE SmackDown! vs. Raw 2006（英语：WWE SmackDown! vs. Raw 2006）
- WWE SmackDown vs. Raw 2007（英语：WWE SmackDown vs. Raw 2007）
- WWE SmackDown vs. Raw 2008（英语：WWE SmackDown vs. Raw 2008）
- WWE SmackDown vs. Raw 2009（英语：WWE SmackDown vs. Raw 2009）
- WWE SmackDown vs. Raw 2010（英语：WWE SmackDown vs. Raw 2010）
- WWE SmackDown vs. Raw 2011（英语：WWE SmackDown vs. Raw 2011）
- X-Men Legends（英语：X-Men Legends）
- X-Men Legends II: Rise of Apocalypse（英语：X-Men Legends II: Rise of Apocalypse）
- Xenosaga Episode I: Der Wille zur Macht
- Yu-Gi-Oh! The Duelists of the Roses（英语：Yu-Gi-Oh! The Duelists of the Roses）

### PlayStation 3
以下是以Greatest Hits标签发行的PlayStation作品：
- 無間特攻系列
- 無間特攻：第40天
- 刺客教條
- 刺客信条II
- 刺客信条III
- 刺客教條：兄弟會
- 刺客教條：啟示錄
- 蝙蝠侠：阿卡姆疯人院 年度遊戲版
- 蝙蝠侠：阿卡姆之城 年度遊戲版
- 战地：叛逆连队
- 战地：叛逆连队2
- 戰地風雲3
- 生化奇兵
- 生化奇兵2
- 无主之地
- Borderlands 2
- Burnout Paradise（英语：Burnout Paradise）
- 使命召唤3
- 決勝時刻4：現代戰爭
- 決勝時刻：現代戰爭2
- 決勝時刻：戰爭世界
- 末日之戰2
- 暗黑血统
- 黑暗靈魂
- Dead Island（英语：Dead Island）
- Dead Island Game of the Year Edition（英语：Dead Island Game of the Year Edition）
- 死亡復甦2
- 死亡空间
- 死亡空间2
- 惡魔靈魂
- 惡魔獵人4
- 冤罪殺機
- 上古卷轴IV：湮没：年度游戏版
- 上古卷轴V：天际
- 辐射3
- 辐射：新维加斯
- 孤岛惊魂3
- Fight Night Round 3（英语：Fight Night Round 3）
- Fight Night Round 4（英语：Fight Night Round 4）
- EyePet & Friends（英语：EyePet & Friends）
- 最终幻想XIII
- 最终幻想XIII-2
- God of War Collection（英语：God of War Collection）
- God of War: Origins Collection（英语：God of War: Origins Collection）
- 戰神III
- 俠盜獵車手IV
- 俠盜獵車手IV：完全版
- 俠盜獵車手：自由城之章
- Gran Turismo 5: Prologue（英语：Gran Turismo 5: Prologue）
- Gran Turismo 5 XL Edition（英语：Gran Turismo 5 XL Edition）
- 吉他英雄：世界巡演
- 暴雨殺機
- 暴雨殺機：導演剪輯版
- Infamous（英语：Infamous (video game)）
- 恶名昭彰2
- Jak and Daxter Collection（英语：Jak and Daxter Collection）
- Journey Collector's Edition（英语：Journey Collector's Edition）
- Just Dance 3（英语：Just Dance 3）
- 殺戮地帶2
- 殺戮地帶3
- Kingdoms of Amalur: Reckoning
- 黑色洛城
- 乐高蝙蝠侠2：DC超级英雄
- Lego The Lord of the Rings: The Video Game（英语：Lego The Lord of the Rings: The Video Game）
- Lego Star Wars: The Complete Saga（英语：Lego Star Wars: The Complete Saga）
- 樂高星際大戰III：複製人戰爭
- Lego Harry Potter: Years 1–4（英语：Lego Harry Potter: Years 1–4）
- Lego Indiana Jones: The Original Adventures（英语：Lego Indiana Jones: The Original Adventures）
- Lego Indiana Jones 2: The Adventure Continues（英语：Lego Indiana Jones 2: The Adventure Continues）
- 小小大星球：年度遊戲版
- 小小大星球2
- 黑手党II
- MAG（英语：MAG (video game)）
- 榮譽勳章
- 潛龍諜影4 愛國者之槍
- Midnight Club: Los Angeles - Complete Edition（英语：Midnight Club: Los Angeles#Complete Edition）
- ModNation Racers（英语：ModNation Racers）
- Mortal Kombat vs. DC Universe（英语：Mortal Kombat vs. DC Universe）
- Mortal Kombat- Komplete Edition（英语：Mortal Kombat (2011 video game)）
- MotorStorm（英语：MotorStorm）
- MotorStorm: Pacific Rift（英语：MotorStorm: Pacific Rift）
- MotorStorm: Apocalypse（英语：MotorStorm: Apocalypse）
- 極速快感：玩命山道
- 極速快感：職業街頭
- 极品飞车：无间风云
- 極速快感：進化世代
- 極速快感：超熱力追緝
- 極速快感：亡命天涯
- Ninja Gaiden Sigma（英语：Ninja Gaiden Sigma）
- 第二國度系列
- 傳送門2
- 波斯王子
- Rage (video game)
- Ratchet & Clank Future: Tools of Destruction（英语：Ratchet & Clank Future: Tools of Destruction）
- Ratchet & Clank Future: A Crack in Time（英语：Ratchet & Clank Future: A Crack in Time）
- Ratchet & Clank: All 4 One（英语：Ratchet & Clank: All 4 One）
- Rayman Origins
- 荒野大镖客：救赎
- 荒野大镖客：救赎：年度游戏版
- 生化危機5
- 生化危機6
- 抵抗：灭绝人类
- 抵抗2
- 抵抗3
- 黑街聖徒2
- 黑街聖徒3
- 黑道圣徒IV 国家宝藏版
- 变速2：释放
- 模擬市民3
- Skate 2（英语：Skate 2）
- Skate 3（英语：Skate 3）
- SOCOM: U.S. Navy SEALs Confrontation（英语：SOCOM: U.S. Navy SEALs Confrontation）
- SOCOM 4: U.S. Navy SEALs（英语：SOCOM 4: U.S. Navy SEALs）
- Sonic's Ultimate Genesis Collection（英语：Sonic's Ultimate Genesis Collection）
- 索尼克世代
- Sonic Unleashed
- 劍魂IV
- Spec Ops: The Line
- 星際大戰：原力釋放
- 星球大戰：原力釋放 II
- 街頭霸王IV
- Super Street Fighter IV（英语：Super Street Fighter IV）
- Super Street Fighter IV Arcade Edition（英语：Super Street Fighter IV Arcade Edition）
- Tekken 6
- The Ico and Shadow of the Colossus Collection（英语：The Ico and Shadow of the Colossus Collection）
- 最後生還者
- 火線獵殺：先進戰士2
- 火線獵殺：未來戰士
- 虹彩六號：拉斯維加斯
- Tom Clancy's Rainbow Six: Vegas 2
- Tomb Raider Trilogy（英语：Tomb Raider Trilogy）
- 變形金剛：賽博坦殞落
- UFC 2009 Undisputed（英语：UFC 2009 Undisputed）
- UFC 2010 Undisputed（英语：UFC 2010 Undisputed）
- UFC Undisputed 3（英语：UFC Undisputed 3）
- 秘境探險：黃金城秘寶
- 秘境探險2：盜亦有道－年度游戏版
- 秘境探險1+2合輯
- VR快打5
- Warhawk（英语：Warhawk (2007 video game)）
- WWE Smackdown vs. Raw 2008（英语：WWE Smackdown vs. Raw 2008）
- WWE SmackDown vs. Raw 2009（英语：WWE SmackDown vs. Raw 2009）
- WWE SmackDown vs. Raw 2010（英语：WWE SmackDown vs. Raw 2010）
- WWE 12（英语：WWE 12）
- Zone of the Enders HD Collection

### PlayStation Portable
以下是以Greatest Hits标签发行的PlayStation Portable作品：
- 300: March to Glory（英语：300: March to Glory）
- Assassin's Creed: Bloodlines（英语：Assassin's Creed: Bloodlines）
- Ape Escape: On the Loose（英语：Ape Escape (video game)#PSP version）
- ATV Offroad Fury: Blazin' Trails（英语：ATV Offroad Fury: Blazin' Trails）
- Burnout Legends（英语：Burnout Legends）
- Call of Duty: Roads to Victory（英语：Call of Duty: Roads to Victory）
- Cars
- 惡魔城X 血之輪迴
- Coded Arms（英语：Coded Arms）
- 核心危機 -最終幻想VII-
- Daxter（英语：Daxter）
- 最終幻想 紛爭
- Dragon Ball Z: Shin Budokai（英语：Dragon Ball Z: Budokai (series)#Shin Budokai）
- Fight Night Round 3（英语：Fight Night Round 3）
- Final Fantasy Tactics: The War of the Lions（英语：Final Fantasy Tactics: The War of the Lions）
- 战神：奥林匹斯之链
- Gran Turismo
- 俠盜獵車手：血戰唐人街
- 俠盜獵車手：自由城故事
- 俠盜獵車手：罪惡城市傳奇
- Hot Shots Golf: Open Tee（英语：Everybody's Golf Portable）
- Iron Man
- Killzone: Liberation（英语：Killzone: Liberation）
- 王國之心 夢中降生
- Lego Star Wars II: The Original Trilogy（英语：Lego Star Wars II: The Original Trilogy）
- Lego Indiana Jones: The Original Adventures（英语：Lego Indiana Jones: The Original Adventures）
- Lego Batman: The Videogame（英语：Lego Batman: The Videogame）
- LittleBigPlanet（英语：LittleBigPlanet (PSP)）
- LocoRoco 2（英语：LocoRoco 2）
- Lumines（英语：Lumines）
- Marvel: Ultimate Alliance（英语：Marvel: Ultimate Alliance）
- Medal of Honor: Heroes（英语：Medal of Honor: Heroes）
- Medal of Honor: Heroes 2（英语：Medal of Honor: Heroes 2）
- 潛龍諜影 和平先驅
- 潛龍諜影 掌上行動
- Midnight Club 3: DUB Edition（英语：Midnight Club 3: DUB Edition）
- Midnight Club: L.A. Remix（英语：Midnight Club: Los Angeles#Midnight Club: L.A. Remix）
- Mortal Kombat: Unchained（英语：Mortal Kombat: Deception#Mortal Kombat: Unchained）
- MotorStorm: Arctic Edge（英语：MotorStorm: Arctic Edge）
- MX vs. ATV: Untamed（英语：MX vs. ATV: Untamed）
- Namco Museum Battle Collection（英语：Namco Museum Battle Collection）
- Naruto: Ultimate Ninja Heroes（英语：Naruto: Ultimate Ninja (series)#Naruto: Ultimate Ninja Heroes）
- 極速快感：玩命山道：Own the City
- 極速快感：全民公敵5-1-0
- 極速快感：職業街頭
- 极品飞车：无间风云
- 极品飞车：地下车会2：宿敌
- Patapon（英语：Patapon）
- Patapon 2（英语：Patapon 2）
- Patapon 3（英语：Patapon 3）
- Pursuit Force（英语：Pursuit Force）
- Pursuit Force Extreme Justice（英语：Pursuit Force Extreme Justice）
- Ratchet & Clank: Size Matters（英语：Ratchet & Clank: Size Matters）
- 全面對抗：復仇時刻
- Ridge Racer（英语：Ridge Racer (PSP)）
- Rock Band Unplugged（英语：Rock Band Unplugged）
- Scarface: Money. Power. Respect.（英语：Scarface: Money. Power. Respect.）
- Secret Agent Clank（英语：Secret Agent Clank）
- 沉默之丘：起源
- The Simpsons Game（英语：The Simpsons Game）
- 模拟人生2
- SOCOM: U.S. Navy SEALs Fireteam Bravo（英语：SOCOM: U.S. Navy SEALs Fireteam Bravo）
- SOCOM: U.S. Navy SEALs Fireteam Bravo 2（英语：SOCOM: U.S. Navy SEALs Fireteam Bravo 2）
- SOCOM: U.S. Navy SEALs Tactical Strike（英语：SOCOM: U.S. Navy SEALs Tactical Strike）
- Sonic Rivals（英语：Sonic Rivals）
- Sonic Rivals 2（英语：Sonic Rivals 2）
- SpongeBob SquarePants: The Yellow Avenger（英语：SpongeBob SquarePants: The Yellow Avenger）
- Star Wars: Battlefront II（英语：Star Wars: Battlefront II）
- Star Wars Battlefront: Renegade Squadron（英语：Star Wars Battlefront: Renegade Squadron）
- 星際大戰：原力釋放
- Syphon Filter: Dark Mirror（英语：Syphon Filter: Dark Mirror）
- Syphon Filter: Logan's Shadow（英语：Syphon Filter: Logan's Shadow）
- 鐵拳5：闇黑復甦
- Thrillville（英语：Thrillville）
- 火線獵殺：先進戰士2
- Tom Clancy's Rainbow Six: Vegas
- 古墓奇兵：不死傳奇
- 古墓奇兵：重返禁地
- Tony Hawk's Underground 2 Remix（英语：Tony Hawk's Underground 2）
- Tony Hawk's Project 8（英语：Tony Hawk's Project 8）
- Toy Story 3: The Video Game（英语：Toy Story 3: The Video Game）
- Transformers: The Game（英语：Transformers: The Game）
- Twisted Metal: Head-On（英语：Twisted Metal: Head-On）
- Untold Legends: Brotherhood of the Blade（英语：Untold Legends: Brotherhood of the Blade）
- Wipeout Pure（英语：Wipeout Pure）
- WWE SmackDown! vs. Raw 2006（英语：WWE SmackDown! vs. Raw 2006）
- WWE SmackDown vs. Raw 2007（英语：WWE SmackDown vs. Raw 2007）
- WWE SmackDown vs. Raw 2008（英语：WWE SmackDown vs. Raw 2008）
- WWE SmackDown vs. Raw 2009（英语：WWE SmackDown vs. Raw 2009）
- WWE SmackDown vs. Raw 2010（英语：WWE SmackDown vs. Raw 2010）
- WWE SmackDown vs. Raw 2011（英语：WWE SmackDown vs. Raw 2011）

### PlayStation 4（亚洲）
以下是以Greatest Hits标签在亚洲发行的PlayStation 4作品：

| - 刺客信条IV：黑旗 - 刺客信条：大革命 - 刺客信条：枭雄 - 勇者斗恶龙 英雄集结 暗龙与世界树之城 - 驾驶俱乐部 - F1 2015 - 孤岛惊魂4 - 最终幻想 零式HD - 最终幻想X/X-2_HD重制版 - 战神III重制版 - 恶名昭彰：次子 - 舞力全开2015 - 杀戮地带：暗影坠落 - 小小大星球3 - 钠克的大冒险 | - 折纸世界 拆封 - 雷曼：传奇 - 真·三国无双7 - 热血无赖 - 飙酷车神 - 最后生还者重制版 - 教团：1886 - 古墓丽影 - 彩虹六号：围攻 - 直到黎明 - 看门狗 - 世界足球 胜利十一人2015 - 战场女武神重制版 |  |